# Irská národně osvobozenecká armáda

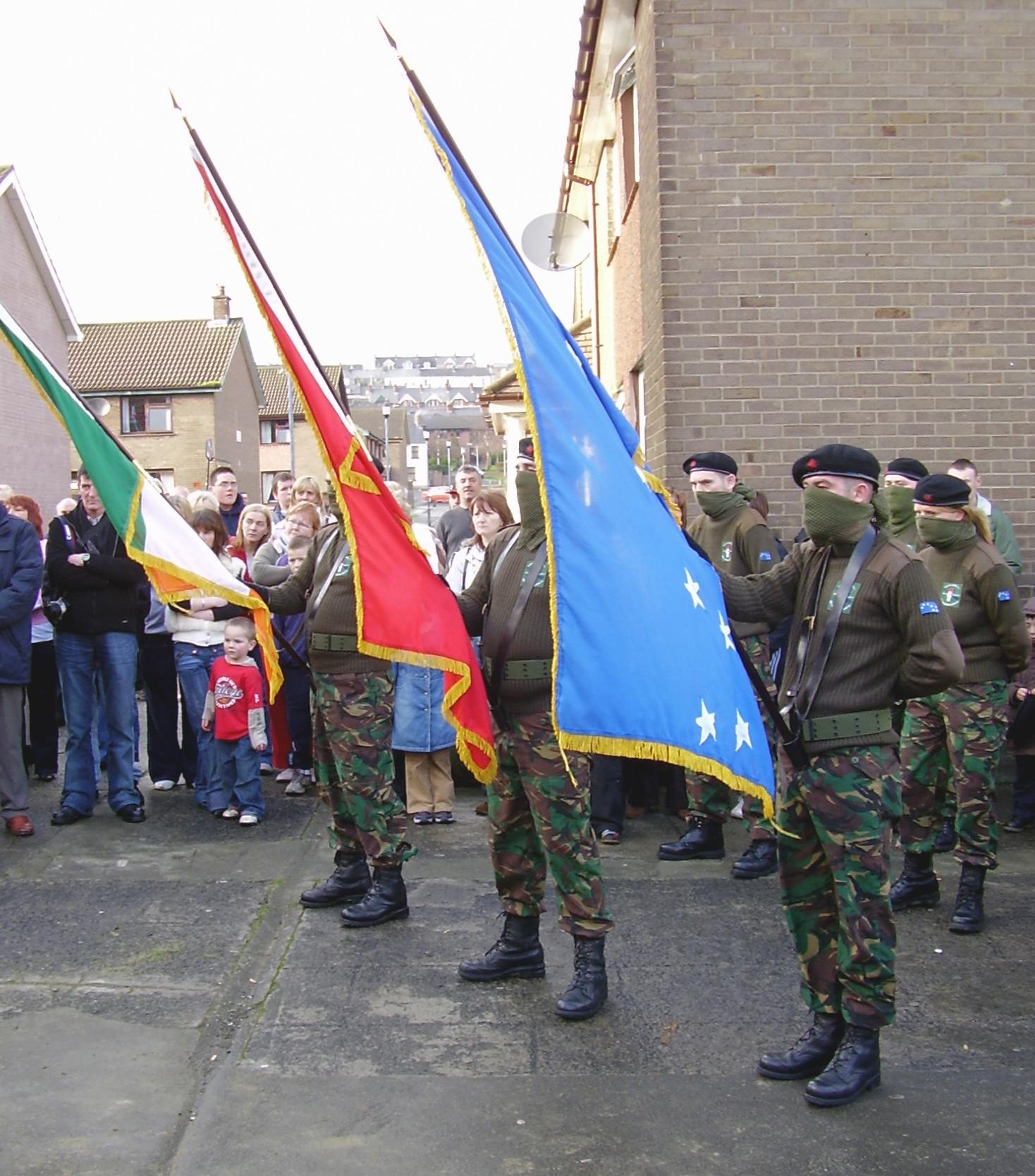
Členové inlay ve městě Derry (2005)

Irska národní osvobozenecká armáda (anglicky Irish National Liberation Army, irsky Arm Saoirse Náisiúnta na hÉireann, zkr. inlay) je irská republikánská socialistická polovojenská skupina. Vznikla v prosinci 1974 během „Problémů“. Jejím cílem bylo ukončit kontrolu britského státu na severu Irska a vytvořit socialistickou republiku zahrnující celý irský ostrov.
Inlay byla vytvořena bývalými členy Oficiální IRA, kteří nesouhlasili s příměřím, které OiRA uzavřela. Zpočátku byla známá jako Lidová osvobozenecká armáda (PLA) a byla spojena s Irskou republikánskou socialistickou stranou (IRSP). Inlay vedla ozbrojenou kampaň proti britské armádě a Královské ulsterské policii (RUC) v Severním Irsku. V menší míře byla také aktivní v Irsku a v Spojeném království. Mezi nejznámější útoky inlay patří Bombový útok v Ballykelly a vraždy Aireyho Neave a Billyho Wrighta. Nicméně byla menší a méně aktivní než hlavní republikánská polovojenská skupina Dočasná IRA. Také byla oslabena spory a vnitřním napětím.
Po 24leté ozbrojené kampani inlay vyhlásila příměří 22. srpna 1998. V srpnu 1999 uvedla, že „Neexistuje žádný politický nebo morální argument k obnovení ozbrojené kampaně“. V říjnu 2009 inlay formálně slíbila, že své cíle bude řešit mírovými politickými prostředky a začala vyřazovat své zbraně.
Inlay je klasifikována jako teroristická organizace ve Spojeném království a jako nelegální organizace v Irsku.